# Turcica caffea
Turcica caffea är en snäckart som först beskrevs av William More Gabb 1865.  Turcica caffea ingår i släktet Turcica och familjen pärlemorsnäckor. Inga underarter finns listade i Catalogue of Life.